# Фиља де Сус (Клуж)
Фиља де Сус (рум. Filea de Sus) насеље је у Румунији у округу Клуж у општини Чурила. Oпштина се налази на надморској висини од 589 m.

## Становништво
Према подацима из 2002. године у насељу је живело 183 становника, од којих су сви румунске националности.